# Rabal (Celanova)
Rabal (llamada oficialmente San Salvador de Rabal) es una parroquia del municipio español de Celanova, en la provincia de Orense, Galicia.

## Organización territorial
La parroquia está formada por siete entidades de población:
- Abelleira (A Abelleira)
- Armada (A Armada)
- Castro
- Puentefechas (Ponte Fechas)(Ponte-Fechas)
- Rabal de Arriba (Rabal de Riba)
- Rabal de la Iglesia (Rabal da Eirexa)(Rabal da Igrexa)(Rabal de Eirexa)
- Sampayo (Sampaio)(San Paio)

## Demografía
| Gráfica de evolución demográfica de Rabal entre 2000 y 2022 |
|                                                             |
| Datos según el nomenclátor publicado por el INE.            |